# Aigle tyran
Spizaetus tyrannus
Espèce
Statut de conservation UICN

 LC  : Préoccupation mineure
Statut CITES
L'Aigle tyran (Spizaetus tyrannus) est une espèce d'oiseau de proie, qui comme tous les aigles, est de la famille des Accipitridae.

## Description
Il mesure de 58 à 70 cm de long et pèse environ 900 à 1 300 grammes. Il a un plumage noir avec différents motifs sur les ailes et le corps et des taches blanches par endroits. Il a les ailes rayées, légèrement elliptiques et une longue queue étroite qu'il déploie rarement. Les quatre bandes grises de la queue sont caractéristiques de l'Aigle tyran comme la ligne blanche qu'on peut voir légèrement au-dessus des yeux de l'oiseau. En vol, la largeur et la brièveté de ses ailes deviennent très apparentes. Il tient la queue serrée en vol,.

## Répartition
On le trouve du centre du Mexique à l'est du Pérou, le sud du Brésil et l'extrême nord de l'Argentine. Ses habitats préférés incluent les forêts humides près des rivières et plusieurs types de zones boisées. Il est rare à assez commun sur la majeure partie de son territoire. Son plus proche parent est l'Aigle orné, de même taille, apparence et comportement, mais qui vit à des altitudes plus basses.

## Alimentation
Bien que petit et léger par rapport aux autres aigles, c'est un puissant prédateur qui chasse fréquemment des proies relativement importantes. Il se nourrit principalement de gros rongeurs, opossums et de singes, ainsi que, parfois, de chauves-souris et d'oiseaux. Son nom populaire au Brésil est Gavião-pega-macaco, qui signifie « épervier attrapant des singes ». Il peut attraper des oiseaux aussi importants que les toucans et des ortalides. Ses habitudes alimentaires restent cependant encore largement inconnues.

## Reproduction
Comme son alimentation, son mode de  reproduction est peu connu en dehors de quelques détails relatifs à son  nid: composé de branches et éventuellement d'autres matériaux. Son nid mesure environ un mètre et demi de diamètre et est habituellement construit dans les grands arbres, souvent autour de quinze mètres de haut. Le choix des arbres utilisés varie probablement beaucoup, mais on a observé principalement des pins.

## Sous-espèces
D'après la classification de référence (version 14.1, 2024) de l'Union internationale des ornithologues, l'Aigle tyran possède 2 sous-espèces (ordre philogénique) :
- Spizaetus tyrannus serus Friedmann, 1950 ;
- Spizaetus tyrannus tyrannus (Wied-Neuwied, M, 1820).